# 博爾河 (恩訥珀河支流)
51°13′39.83″N 7°24′28.45″E / 51.2277306°N 7.4079028°E
博爾河（德語：Borbach），是德國北萊茵-威斯特法倫州的河流，位於該國西部，屬於恩訥珀河的左支流，河道全長2.8公里，流域面積5.3平方公里。